# Mașiv, Liuboml
Mașiv (în ucraineană Маші́в) este o comună în raionul Liuboml, regiunea Volînia, Ucraina, formată numai din satul de reședință.

## Demografie
Componența lingvistică a satului Mașiv
     Ucraineană (99,46%)
     Alte limbi (0,41%)
Conform recensământului din 2001, majoritatea populației satului Mașiv era vorbitoare de ucraineană (99,46%), existând în minoritate și vorbitori de alte limbi.